# Callispa kilimana
Callispa kilimana is een keversoort uit de familie bladkevers (Chrysomelidae). De wetenschappelijke naam van de soort werd in 1891 gepubliceerd door Hermann Julius Kolbe.